# Udinese Calcio 1988-1989
Questa voce raccoglie le informazioni riguardanti l'Udinese Calcio nelle competizioni ufficiali della stagione 1988-1989.

## Stagione

Storgato (a destra) in lotta per la palla con il patavino Simonini nella sfida di campionato del 2 aprile 1989

Nella stagione 1988-1989 l'Udinese si è piazzata terza nel campionato di Serie B con 45 punti e, dopo due anni di cadetteria, ottiene la promozione in Serie A.
Allenata dal toscano Nedo Sonetti la squadra friulana cambia volto, con molti nuovi inserimenti: in difesa arrivano Settimio Lucci dall'Empoli, Angelo Orlando dalla Triestina e Antonio Paganin dalla Sampdoria; a centrocampo Davide Zannoni preso dal Parma, Giuseppe Minaudo dall'Inter e Giuseppe Catalano dal Messina; in attacco rientra Marco Branca dal prestito alla Sampdoria, ma l'arrivo determinante è quello di Antonio De Vitis prelevato dal Taranto, che segna 23 reti in stagione, dando un determinante contributo al traguardo raggiunto.
In campionato la concorrenza è molto agguerrita, ma alla fine ad accompagnare in Serie A il Genoa e il Bari che hanno vinto il torneo, c'è l'Udinese terza; al quarto posto la Cremonese, uscita vittoriosa dallo spareggio delle quarte con la Reggina.
In Coppa Italia la formazione friulana ha superato la prima fase a gironi disputata nel precampionato, ottenendo tre vittorie in casa e due sconfitte in trasferta, per venire eliminata nella seconda fase a gironi, nel quale ha ottenuto un punto in tre partite.

## Rosa
| N. |                   | Ruolo | Calciatore          |
| -- | ----------------- | ----- | ------------------- |
|    | Italia (bandiera) | P     | Beniamino Abate     |
|    | Italia (bandiera) | P     | Fabio Brini         |
|    | Italia (bandiera) | P     | Claudio Garella     |
|    | Italia (bandiera) | D     | Aldo Firicano       |
|    | Italia (bandiera) | D     | Gianluigi Galbagini |
|    | Italia (bandiera) | D     | Dino Galparoli      |
|    | Italia (bandiera) | D     | Settimio Lucci      |
|    | Italia (bandiera) | D     | Alessandro Orlando  |
|    | Italia (bandiera) | D     | Antonio Paganin     |
|    | Italia (bandiera) | D     | Massimo Storgato    |
|    | Italia (bandiera) | D     | Massimo Susic       |
|    | Italia (bandiera) | C     | Giuseppe Catalano   |
|    | Italia (bandiera) | C     | Odoacre Chierico    |

| N. |                   | Ruolo | Calciatore           |
| -- | ----------------- | ----- | -------------------- |
|    | Italia (bandiera) | C     | Antonino Criscimanni |
|    | Italia (bandiera) | C     | Andrea Manzo         |
|    | Italia (bandiera) | C     | Giuseppe Minaudo     |
|    | Italia (bandiera) | C     | Angelo Orlando       |
|    | Italia (bandiera) | C     | Daniele Pasa         |
|    | Italia (bandiera) | C     | Edy Treppo           |
|    | Italia (bandiera) | C     | Davide Zannoni       |
|    | Italia (bandiera) | A     | Marco Branca         |
|    | Italia (bandiera) | A     | Antonio De Vitis     |
|    | Italia (bandiera) | A     | Marco Negri          |
|    | Italia (bandiera) | A     | Roberto Russo        |
|    | Italia (bandiera) | A     | Claudio Vagheggi     |

## Risultati

### Serie B

#### Andata
| Arbitro: | Fabricatore (Roma) |

|                       |           |              |
| Mariotto 8’ Zanin 47’ | Marcatori | 88’ De Vitis |

| Udine 18 settembre 1988 2ª giornata | Udinese           | 0 – 0 | Avellino | Stadio Friuli\| Arbitro: \| Dal Forno (Ivrea) \| |
| Arbitro:                            | Dal Forno (Ivrea) |       |          |                                                  |

| Piacenza 25 settembre 1988 3ª giornata | Piacenza        | 0 – 0 | Udinese | Stadio Galleana\| Arbitro: \| Pucci (Firenze) \| |
| Arbitro:                               | Pucci (Firenze) |       |         |                                                  |

| Arbitro: | Felicani (Bologna) |

|                  |           |              |
| Lucci 62’ (aut.) | Marcatori | 34’ De Vitis |

| Arbitro: | Calabretta (Catanzaro) |

|                         |           |                  |
| Branca 29’ De Vitis 45’ | Marcatori | 54’ G. Donatelli |

| Arbitro: | Beschin (Legnago) |

|                           |           |                              |
| Bivi 2’ Cinello 7’ (rig.) | Marcatori | 7’, 33’ De Vitis 57’ Minaudo |

| Arbitro: | Sanguineti (Chiavari) |

|                                           |           |               |
| De Vitis 2’ (rig.) Zannoni 5’ Minaudo 30’ | Marcatori | 8’ Beccalossi |

| San Benedetto del Tronto 30 ottobre 1988 8ª giornata | Sambenedettese      | 0 – 0 | Udinese | Stadio Riviera delle Palme\| Arbitro: \| Ceccarini (Livorno) \| |
| Arbitro:                                             | Ceccarini (Livorno) |       |         |                                                                 |

| Arbitro: | Di Cola (Avezzano) |

|            |           |  |
| Branca 61’ | Marcatori |  |

| Empoli 13 novembre 1988 10ª giornata | Empoli                    | 0 – 0 | Udinese | Stadio Carlo Castellani (7 000 spett.)\| Arbitro: \| Pezzella (Frattamaggiore) \| |
| Arbitro:                             | Pezzella (Frattamaggiore) |       |         |                                                                                   |

| Arbitro: | Acri (Novi Ligure) |

|                                |           |             |
| Catalano 41’ De Vitis 45’, 90’ | Marcatori | 20’ Fontana |

| Arbitro: | Frigerio (Milano) |

|  |           |                 |
|  | Marcatori | 7’ (aut.) Susic |

| Licata 4 dicembre 1988 13ª giornata | Licata          | 0 – 0 | Udinese | Stadio Dino Liotta\| Arbitro: \| Nicchi (Arezzo) \| |
| Arbitro:                            | Nicchi (Arezzo) |       |         |                                                     |

| Arbitro: | Pucci (Firenze) |

|                                                 |           |               |
| De Vitis 13’, 55’, 72’ Catalano 31’ Minaudo 81’ | Marcatori | 44’ Pierleoni |

| Parma 18 dicembre 1988 15ª giornata | Parma          | 0 – 0 | Udinese | Stadio Ennio Tardini\| Arbitro: \| Luci (Firenze) \| |
| Arbitro:                            | Luci (Firenze) |       |         |                                                      |

| Udine 31 dicembre 1988 16ª giornata | Udinese           | 0 – 0 | Monza | Stadio Friuli\| Arbitro: \| Cafaro (Grosseto) \| |
| Arbitro:                            | Cafaro (Grosseto) |       |       |                                                  |

| Arbitro: | Ceccarini (Livorno) |

|                                |           |  |
| Branca 40’ De Vitis 90’ (rig.) | Marcatori |  |

| Arbitro: | Quartuccio (Torre Annunziata) |

|                       |           |  |
| Onorati 44’ Nappi 47’ | Marcatori |  |

| Arbitro: | Coppetelli (Tivoli) |

|             |           |  |
| Zannoni 38’ | Marcatori |  |

#### Ritorno
| Udine 29 gennaio 1989 20ª giornata | Udinese           | 0 – 0 | Reggina | Stadio Friuli\| Arbitro: \| Frigerio (Milano) \| |
| Arbitro:                           | Frigerio (Milano) |       |         |                                                  |

| Arbitro: | Fabricatore (Roma) |

|                        |           |  |
| Marulla 9’ Dal Prà 14’ | Marcatori |  |

| Arbitro: | Bailo (Novi Ligure) |

|                              |           |  |
| Pasa 22’ Catalano 24’ (rig.) | Marcatori |  |

| Udine 26 febbraio 1989 23ª giornata | Udinese              | 0 – 0 | Brescia | Stadio Friuli\| Arbitro: \| Trentalange (Torino) \| |
| Arbitro:                            | Trentalange (Torino) |       |         |                                                     |

| Taranto 5 marzo 1989 24ª giornata | Taranto           | 0 – 0 | Udinese | Stadio Erasmo Iacovone\| Arbitro: \| Frigerio (Milano) \| |
| Arbitro:                          | Frigerio (Milano) |       |         |                                                           |

| Arbitro: | Paparesta (Bari) |

|                |           |              |
| A. Paganin 25’ | Marcatori | 50’ Piccioni |

| Barletta 19 marzo 1989, ore 15:00 CET 26ª giornata | Barletta            | 0 – 0 referto | Udinese | Stadio Comunale (7.000 spett.)\| Arbitro: \| Ceccarini (Livorno) \| |
| Arbitro:                                           | Ceccarini (Livorno) |               |         |                                                                     |

| Arbitro: | Cafaro (Grosseto) |

|                      |           |  |
| Pasa 32’ Zannoni 78’ | Marcatori |  |

| Padova 2 aprile 1989 28ª giornata | Padova            | 0 – 0 | Udinese | Stadio Silvio Appiani\| Arbitro: \| Pairetto (Torino) \| |
| Arbitro:                          | Pairetto (Torino) |       |         |                                                          |

| Arbitro: | Monni (Sassari) |

|              |           |  |
| Catalano 49’ | Marcatori |  |

| Ancona 16 aprile 1989 30ª giornata | Ancona            | 0 – 0 | Udinese | Stadio Dorico\| Arbitro: \| Dal Forno (Ivrea) \| |
| Arbitro:                           | Dal Forno (Ivrea) |       |         |                                                  |

| Arbitro: | Luci (Firenze) |

|                          |           |  |
| Loseto 24’ Maiellaro 88’ | Marcatori |  |

| Arbitro: | Iori (Parma) |

|                        |           |              |
| De Vitis 36’ Manzo 90’ | Marcatori | 75’ Baldacci |

| Messina 14 maggio 1989 33ª giornata | Messina             | 0 – 0 | Udinese | Stadio Giovanni Celeste\| Arbitro: \| Coppetelli (Tivoli) \| |
| Arbitro:                            | Coppetelli (Tivoli) |       |         |                                                              |

| Arbitro: | Bailo (Novi Ligure) |

|                                                |           |  |
| Manzo 40’ Storgato 42’ De Vitis 55’ Branca 72’ | Marcatori |  |

| Monza 28 maggio 1989 35ª giornata | Monza                         | 0 – 0 | Udinese | Stadio Brianteo\| Arbitro: \| Quartuccio (Torre Annunziata) \| |
| Arbitro:                          | Quartuccio (Torre Annunziata) |       |         |                                                                |

| Cosenza 4 giugno 1989 36ª giornata | Cosenza             | 0 – 0 | Udinese | Stadio San Vito\| Arbitro: \| Lo Bello (Siracusa) \| |
| Arbitro:                           | Lo Bello (Siracusa) |       |         |                                                      |

| Arbitro: | Guidi (Bologna) |

|              |           |                 |
| De Vitis 37’ | Marcatori | 40’ D. Fontolan |

| Arbitro: | Bailo (Novi Ligure) |

|                                                                |           |                        |
| Palanca 12’ (rig.), 78’ (rig.), 83’ Sacchetti 67’ Rastelli 88’ | Marcatori | 70’ Manzo 81’ De Vitis |

### Coppa Italia

#### Prima fase 2º gruppo
| Arbitro: | Luci (Firenze) |

|            |           |  |
| Traini 82’ | Marcatori |  |

| Arbitro: | Acri (Novi Ligure) |

|                                   |           |  |
| De Vitis 14’, 26’, 40’ Branca 35’ | Marcatori |  |

| Arbitro: | Coppetelli (Tivoli) |

|                    |           |              |
| Comi 12’ Škoro 90’ | Marcatori | 59’ De Vitis |

| Arbitro: | Cornieti (Forlì) |

|                                            |           |  |
| De Vitis 53’ Corino 58’ (aut.) Zannoni 61’ | Marcatori |  |

| Arbitro: | Iori (Parma) |

|                       |           |             |
| De Vitis 37’ Pasa 42’ | Marcatori | 65’ Coppola |

#### Seconda fase 5º gruppo
| Arbitro: | Cornieti (Forlì) |

|                     |           |                 |
| De Vitis 15’ (rig.) | Marcatori | 40’ (rig.) Díaz |

| Arbitro: | Guidi (Bologna) |

|                                      |           |  |
| Baggio 50’, 89’ (rig.) Borgonovo 84’ | Marcatori |  |

| Arbitro: | Magni (Bergamo) |

|  |           |                |
|  | Marcatori | 57’ Rubén Sosa |

## Statistiche

### Statistiche di squadra
| Competizione | Punti | In casa | In casa | In casa | In casa | In casa | In casa | In trasferta | In trasferta | In trasferta | In trasferta | In trasferta | In trasferta | Totale | Totale | Totale | Totale | Totale | Totale | DR  |
| Competizione | Punti | G       | V       | N       | P       | Gf      | Gs      | G            | V            | N            | P            | Gf           | Gs           | G      | V      | N      | P      | Gf     | Gs     | DR  |
| ------------ | ----- | ------- | ------- | ------- | ------- | ------- | ------- | ------------ | ------------ | ------------ | ------------ | ------------ | ------------ | ------ | ------ | ------ | ------ | ------ | ------ | --- |
| Serie B      | 45    | 19      | 12      | 6       | 1       | 30      | 8       | 19           | 1            | 13           | 5            | 7            | 16           | 38     | 13     | 19     | 6      | 37     | 24     | +13 |
| Coppa Italia |       | 5       | 3       | 1       | 1       | 10      | 3       | 3            | 0            | 0            | 3            | 1            | 6            | 8      | 3      | 1      | 4      | 11     | 9      | +2  |
| Totale       |       | 24      | 15      | 7       | 2       | 40      | 11      | 22           | 1            | 13           | 8            | 8            | 22           | 46     | 16     | 20     | 10     | 48     | 33     | +15 |

### Statistiche dei giocatori
| Giocatore       | Serie B  | Serie B | Serie B     | Serie B    | Coppa Italia | Coppa Italia | Coppa Italia | Coppa Italia | Totale   | Totale | Totale      | Totale     |
| Giocatore       | Presenze | Reti    | Ammonizioni | Espulsioni | Presenze     | Reti         | Ammonizioni  | Espulsioni   | Presenze | Reti   | Ammonizioni | Espulsioni |
| --------------- | -------- | ------- | ----------- | ---------- | ------------ | ------------ | ------------ | ------------ | -------- | ------ | ----------- | ---------- |
| B. Abate        | 4        | -1      | ?           | ?          | -            | -            | -            | -            | 4        | -1     | 0+          | 0+         |
| M. Branca       | 28       | 4       | ?           | ?          | 6            | 1            | ?            | ?            | 34       | 5      | ?           | ?          |
| G. Catalano     | 33       | 4       | ?           | ?          | 6            | 0            | ?            | ?            | 39       | 4      | ?           | ?          |
| De Gregorio     | -        | -       | -           | -          | 1            | 0            | ?            | ?            | 1        | 0      | 0+          | 0+         |
| F. Del Fabbro   | -        | -       | -           | -          | 1            | 0            | ?            | ?            | 1        | 0      | 0+          | 0+         |
| A. De Vitis     | 34       | 15      | ?           | ?          | 7            | 7            | ?            | ?            | 41       | 22     | ?           | ?          |
| A. Firicano     | 28       | 0       | ?           | ?          | 8            | 0            | ?            | ?            | 36       | 0      | ?           | ?          |
| G. Galbagini    | 2        | 0       | ?           | ?          | 1            | 0            | ?            | ?            | 3        | 0      | ?           | ?          |
| D. Galparoli    | 33       | 0       | ?           | ?          | 8            | 0            | ?            | ?            | 41       | 0      | ?           | ?          |
| C. Garella      | 35       | -23     | ?           | ?          | 8            | -9           | ?            | ?            | 43       | -32    | ?           | ?          |
| S. Lucci        | 37       | 0       | ?           | ?          | 8            | 0            | ?            | ?            | 45       | 0      | ?           | ?          |
| A. Manzo        | 32       | 3       | ?           | ?          | 3            | 0            | ?            | ?            | 35       | 3      | ?           | ?          |
| G. Minaudo      | 30       | 3       | ?           | ?          | 8            | 0            | ?            | ?            | 38       | 3      | ?           | ?          |
| M. Negri        | 3        | 0       | ?           | ?          | 5            | 0            | ?            | ?            | 8        | 0      | ?           | ?          |
| A. Orlando (II) | 1        | 0       | ?           | ?          | 5            | 1            | ?            | ?            | 6        | 1      | ?           | ?          |
| A. Orlando (I)  | 37       | 0       | ?           | ?          | 2            | 0            | ?            | ?            | 39       | 0      | ?           | ?          |
| A. Paganin      | 28       | 1       | ?           | ?          | 3            | 0            | ?            | ?            | 31       | 1      | ?           | ?          |
| D. Pasa         | 27       | 2       | ?           | ?          | 7            | 1            | ?            | ?            | 34       | 3      | ?           | ?          |
| M. Storgato     | 36       | 1       | ?           | ?          | 8            | 0            | ?            | ?            | 44       | 1      | ?           | ?          |
| M. Susic        | 14       | 0       | ?           | ?          | -            | -            | -            | -            | 14       | 0      | 0+          | 0+         |
| E. Treppo       | -        | -       | -           | -          | 1            | 0            | ?            | ?            | 1        | 0      | 0+          | 0+         |
| C. Vagheggi     | 10       | 0       | ?           | ?          | 7            | 0            | ?            | ?            | 17       | 0      | ?           | ?          |
| D. Zannoni      | 36       | 3       | ?           | ?          | 7            | 0            | ?            | ?            | 43       | 3      | ?           | ?          |